# Arquidiocese de Luxemburgo
A Arquidiocese de Luxemburgo (Archidiœcesis Luxemburgensis) é uma circunscrição eclesiástica da Igreja Católica situada em Luxemburgo, capital do Grão Ducado. Seu atual arcebispo é o Cardeal Jean-Claude Hollerich S.J.. Sua Sé é a Catedral de Notre-Dame de Luxemburgo.
Possui 275 paróquias servidas por 186 padres, contando com 575 mil habitantes, com 73,8% da população jurisdicionada batizada.

## História
Após o Congresso de Viena, em 1815, que elevou Luxemburgo ao grau de Grão-Ducado em união pessoal com a coroa da Holanda, o Papa Pio VII anexou o território à Diocese de Namur. Em 25 de dezembro de 1833 a área foi confiada a um sacerdote, atuando como prefeito apostólico, e, posteriormente, se tornou seu primeiro vigário apostólico, em 2 de junho de 1840. O território tornou-se um vicariato apostólico, uma jurisdição normalmente chefiada por um bispo titular. Tornou-se uma diocese de pleno direito em 27 de dezembro de 1870, sem ser incorporada a nenhuma província eclesiástica.
Em 23 de abril de 1988, o território do país foi elevado à categoria de arquidiocese, imediatamente sujeito à Santa Sé.

## Prelados
| #                    | Nome                                | Período    | Notas      |
| Arcebispos           | Arcebispos                          | Arcebispos | Arcebispos |
| -------------------- | ----------------------------------- | ---------- | ---------- |
| 3º                   | Jean-Claude Cardeal Hollerich, S.J. | 2011–atual |            |
| 2º                   | Fernand Franck                      | 1990–2011  |            |
| 1º                   | Jean Hengen                         | 1988–1990  |            |
| Bispo                |                                     |            |            |
| 6º                   | Jean Hengen                         | 1971–1988  |            |
| 5º                   | Léon Lommel                         | 1956–1971  |            |
| 4º                   | Joseph Laurent Philippe, S.C.I.     | 1935–1956  |            |
| 3º                   | Petrus Nommesch                     | 1920–1935  |            |
| 2º                   | Johannes Joseph Koppes              | 1883–1918  |            |
| 1º                   | Nikolaus Adames                     | 1870–1883  |            |
| Bispo-coadjutor      |                                     |            |            |
|                      | Jean Hengen                         | 1967-1971  |            |
|                      | Léon Lommel                         | 1949-1956  |            |
| Vigários Apostólicos |                                     |            |            |
| 3º                   | Nikolaus Adames                     | 1848–1870  |            |
| 2º                   | Johann Theodor Laurent              | 1841–1856  |            |
| 1º                   | Johann Theodor van der Noot         | 1833–1841  |            |
| Bispo-auxiliar       |                                     |            |            |
|                      | Léon Wagener                        | 2019-atual |            |